# Lední hokej na Zimních olympijských hrách 2014 – turnaj ženy
Hokejový turnaj žen na Zimních olympijských hrách 2014 se hrál od 8. do 17. února v Soči na stadionech Balšaja ledovaja arena a Šajba arena.
Poslední tým konečného pořadí turnaje odehraje kvalifikační sérii nejvíce tři zápasů na dva vítězné s vítězem První A divize Mistrovství světa 2014. Nejpozdější termín této kvalifikace je stanoven 15. listopad 2014.

## Kvalifikace
Do turnaje se přímo kvalifikovalo 5 nejlepších týmů podle žebříčku IIHF žen 2012 a hostitelská země. O zbylá dvě místa se utkalo ve třech fázích kvalifikačních turnajů celkem 20 zemí.

### Kvalifikované týmy
| Událost | Termín                         | Místo      | Počet míst | Kvalifikováni                       |
| --- | ------------------------------ | ---------- | ---------- | ----------------------------------- |
| Žebříček IIHF žen 2012, zahrnující výsledky z následujících akcí: Mistrovství světa v ledním hokeji žen 2009 Lední hokej na Zimních olympijských hrách 2010 – turnaj ženy Mistrovství světa v ledním hokeji žen 2011 Mistrovství světa v ledním hokeji žen 2012 | 4. dubna 2009 – 14. dubna 2012 | Burlington | 5          | Kanada USA Finsko Švýcarsko Švédsko |
| Turnaj hlavní kvalifikace – skupina C | 7.–10. února 2013              | Poprad     | 1          | Japonsko                            |
| Turnaj hlavní kvalifikace – skupina D | 7.–10. února 2013              | Weiden     | 1          | Německo                             |
| Hostitelská země |                                |            | 1          | Rusko                               |
| CELKEM |                                |            | 8          |                                     |

^Burlington byl místem konání MS žen 2012, tedy události, ve které bylo rozhodnuto o nasazení, resp. přímém postupu na OH.

## Herní systém
Celkem 8 účastníků bylo podle umístění v žebříčku IIHF 2012 nasazeno do dvou skupin po čtyřech týmech, přičemž do skupiny A byly nasazeny týmy z 1. až 4. místa žebříčku IIHF 2012, do skupiny B týmy z 5., 6. místa a dva postupující z kvalifikačních turnajů. Ve skupinách se utká každý s každým. První dva týmy skupiny A postoupí přímo do semifinále, zatímco týmy na třetím a čtvrtém místě skupiny A a první dva ze skupiny B čeká čtvrtfinále playoff.

## Základní skupiny

### Skupina A
| Poř. | Tým       | Z | V | VP | PP | P | GV | GI | +/- | B |
| ---- | --------- | - | - | -- | -- | - | -- | -- | --- | - |
| 1.   | Kanada    | 3 | 3 | 0  | 0  | 0 | 11 | 2  | +9  | 9 |
| 2.   | USA       | 3 | 2 | 0  | 0  | 1 | 14 | 4  | +10 | 6 |
| 3.   | Finsko    | 3 | 0 | 1  | 0  | 2 | 5  | 9  | −4  | 2 |
| 4.   | Švýcarsko | 3 | 0 | 0  | 1  | 2 | 3  | 18 | −15 | 1 |

|  | přímý postup do semifinále |
|  | čtvrtfinalisté             |

Všechny časy jsou místní (UTC+4), tj. SEČ+3.
| 8. února 2014 12:00 | USA | 3:1 (1:0, 2:0, 0:1) | Finsko | Šajba arena, Soči Návštěvnost: 4135 |  |

| Report | |                 |                                            |                                                     |
| | | Brankáři        |                                            | Rozhodčí: Hertrichová Čároví: Björkmanová Gagnonová |
| H. Knightová – 00:53 K. Stacková (H. Knightová, M. Bozeková) – 27:42 A. Carpenterová (A. Schleperová) (PP) – 35:59 | H. Knightová – 00:53 K. Stacková (H. Knightová, M. Bozeková) – 27:42 A. Carpenterová (A. Schleperová) (PP) – 35:59 | 1:0 2:0 3:0 3:1 | S. Tapaniová (M. Karvinenová) (PP) – 55:22 | Rozhodčí: Hertrichová Čároví: Björkmanová Gagnonová |
| 4 min | 4 min | Tresty          | 8 min                                      | Rozhodčí: Hertrichová Čároví: Björkmanová Gagnonová |
| 43 | 43 | Střely          | 15                                         | Rozhodčí: Hertrichová Čároví: Björkmanová Gagnonová |

| 8. února 2014 17:00 | Kanada | 5:0 (2:0, 3:0, 0:0) | Švýcarsko | Šajba arena, Soči Návštěvnost: 4386 |  |

| Report | |                     |       |                                                |
| | | Brankáři            |       | Rozhodčí: Hoveová Čároví: Hanrahanová Kúdeľová |
| J. Larocqueové (N. Spoonerová) – 01:25 T. Watchornová (R. Johnstonová) – 06:30 H. Wickenheiserová – 23:54 M.P. Poulinová (R. Johnstonová, J. Heffordová) – 32:28 R. Johnstonová (M.P. Poulinová) – 36:10 | J. Larocqueové (N. Spoonerová) – 01:25 T. Watchornová (R. Johnstonová) – 06:30 H. Wickenheiserová – 23:54 M.P. Poulinová (R. Johnstonová, J. Heffordová) – 32:28 R. Johnstonová (M.P. Poulinová) – 36:10 | 1:0 2:0 3:0 4:0 5:0 |       | Rozhodčí: Hoveová Čároví: Hanrahanová Kúdeľová |
| 2 min | 2 min | Tresty              | 4 min | Rozhodčí: Hoveová Čároví: Hanrahanová Kúdeľová |
| 69 | 69 | Střely              | 14    | Rozhodčí: Hoveová Čároví: Hanrahanová Kúdeľová |

| 10. února 2014 14:00 | USA | 9:0 (5:0, 1:0, 3:0) | Švýcarsko | Šajba arena, Soči Návštěvnost: 3812 |  |

| Report | |                                     |       |                                                     |
| | | Brankáři                            |       | Rozhodčí: Bordeleauová Čároví: Caugheyová Girardová |
| M. Lamoureuxová (J. Lamoureuxová, M. Dugganová) – 09:20 B. Deckerová (A. Kesselová, H. Knightová) – 10:07 A. Kesselová (K. Coyneová) – 10:15 H. Knightová (K. Stacková, J. Chuová) – 14:23 A. Kesselová (B. Deckerová, K. Coyneová) – 15:42 M. Lamoureuxová (J. Lamoureuxová, L. Steckleinová) – 33:26 K. Coyneová (K. Stacková) – 40:49 K. Coyneová (A. Kesselová, M. Bozeková) – 43:59 A. Carpenterová (J. Pucciová) – 55:39 | M. Lamoureuxová (J. Lamoureuxová, M. Dugganová) – 09:20 B. Deckerová (A. Kesselová, H. Knightová) – 10:07 A. Kesselová (K. Coyneová) – 10:15 H. Knightová (K. Stacková, J. Chuová) – 14:23 A. Kesselová (B. Deckerová, K. Coyneová) – 15:42 M. Lamoureuxová (J. Lamoureuxová, L. Steckleinová) – 33:26 K. Coyneová (K. Stacková) – 40:49 K. Coyneová (A. Kesselová, M. Bozeková) – 43:59 A. Carpenterová (J. Pucciová) – 55:39 | 1:0 2:0 3:0 4:0 5:0 6:0 7:0 8:0 9:0 |       | Rozhodčí: Bordeleauová Čároví: Caugheyová Girardová |
| 4 min | 4 min | Tresty                              | 8 min | Rozhodčí: Bordeleauová Čároví: Caugheyová Girardová |
| 53 | 53 | Střely                              | 10    | Rozhodčí: Bordeleauová Čároví: Caugheyová Girardová |

| 10. února 2014 19:00 | Finsko | 0:3 (0:0, 0:0, 0:3) | Kanada | Šajba arena, Soči Návštěvnost: 4837 |  |

| Report |        |             | |                                                     |
|        |        | Brankáři    | | Rozhodčí: Tottmanová Čároví: Björkmanová Johnsonová |
|        |        | 0:1 0:2 0:3 | M. Agostaová-Marcianová – 49:27 J. Heffordová – 52:24 R. Johnstonová (J. Heffordová, M.P. Poulinová) – 56:36 | Rozhodčí: Tottmanová Čároví: Björkmanová Johnsonová |
| 10 min | 10 min | Tresty      | 12 min | Rozhodčí: Tottmanová Čároví: Björkmanová Johnsonová |
| 14     | 14     | Střely      | 42 | Rozhodčí: Tottmanová Čároví: Björkmanová Johnsonová |

| 12. února 2014 12:00 | Švýcarsko | 3:4 PP (0:2, 2:1, 1:0 – 0:1) | Finsko | Šajba arena, Soči Návštěvnost: 4211 |  |

| Report | |                             | |                                                |
| | | Brankáři                    | | Rozhodčí: Blairová Čároví: Johnsonová Kúdeľová |
| R. Eggimannová (N. Bullová) – 23:28 P. Stanzová (J. Lutzová) (PP) – 28:00 S. Martyová (N. Bullová) (PP) – 56:25 | R. Eggimannová (N. Bullová) – 23:28 P. Stanzová (J. Lutzová) (PP) – 28:00 S. Martyová (N. Bullová) (PP) – 56:25 | 0:1 0:2 1:2 2:2 2:3 3:3 3:4 | J. Hiirikoskiová (M. Jalosuová, M. Karvinenová) – 07:56 M. Karvinenová (S. Tapaniová, A. Kilponenová) – 09:55 M. Karvinenová (S. Tapaniová, J. Hiirikoskiová) (PP) – 35:31 J. Hiirikoskiová (L. Välimäkiová, A. Kilponenová) – 62:38 | Rozhodčí: Blairová Čároví: Johnsonová Kúdeľová |
| 31 min | 31 min | Tresty                      | 12 min | Rozhodčí: Blairová Čároví: Johnsonová Kúdeľová |
| 27 | 27 | Střely                      | 34 | Rozhodčí: Blairová Čároví: Johnsonová Kúdeľová |

| 12. února 2014 16:30 | Kanada | 3:2 (0:0, 0:1, 3:1) | USA | Šajba arena, Soči Návštěvnost: 4812 |  |

| Report | |                     | |                                               |
| | | Brankáři            | | Rozhodčí: Eskolaová Čároví: Novotná Svobodová |
| M. Agostaová-Marcianová (H. Wickenheiserová) – 42:21 H. Wickenheiserová (N. Spoonerová, M. Agostaová-Marcianová) – 43:54 M. Agostaová-Marcianová – 54:55 | M. Agostaová-Marcianová (H. Wickenheiserová) – 42:21 H. Wickenheiserová (N. Spoonerová, M. Agostaová-Marcianová) – 43:54 M. Agostaová-Marcianová – 54:55 | 0:1 1:1 2:1 3:1 3:2 | H. Knightová (A. Schleperová, A. Carpenterová) – 37:34 A. Carpenterová (B. Deckerová, J. Lamoureuxová) – 58:55 | Rozhodčí: Eskolaová Čároví: Novotná Svobodová |
| 8 min | 8 min | Tresty              | 10 min | Rozhodčí: Eskolaová Čároví: Novotná Svobodová |
| 31 | 31 | Střely              | 27 | Rozhodčí: Eskolaová Čároví: Novotná Svobodová |

### Skupina B
| Poř. | Tým      | Z | V | VP | PP | P | GV | GI | +/- | B |
| ---- | -------- | - | - | -- | -- | - | -- | -- | --- | - |
| 1.   | Rusko    | 3 | 3 | 0  | 0  | 0 | 9  | 3  | +6  | 9 |
| 2.   | Švédsko  | 3 | 2 | 0  | 0  | 1 | 6  | 3  | +3  | 6 |
| 3.   | Německo  | 3 | 1 | 0  | 0  | 2 | 5  | 8  | −3  | 3 |
| 4.   | Japonsko | 3 | 0 | 0  | 0  | 3 | 1  | 7  | −6  | 0 |

|  | čtvrtfinalisté                             |
|  | vypadnutí, účast v bojích o 5. až 8. místo |

Všechny časy jsou místní (UTC+4), tj. SEČ+3.
| 9. února 2014 12:00 | Švédsko | 1:0 (1:0, 0:0, 0:0) | Japonsko | Šajba arena, Soči Návštěvnost: 2928 |  |

| Report                                                     |                                                            |          |       |                                                |
|                                                            |                                                            | Brankáři |       | Rozhodčí: Blairová Čároví: Girardová Svobodová |
| J. Asserholtová (E. Eliassonová, E. Grahmová) (PP) – 12:38 | J. Asserholtová (E. Eliassonová, E. Grahmová) (PP) – 12:38 | 1:0      |       | Rozhodčí: Blairová Čároví: Girardová Svobodová |
| 8 min                                                      | 8 min                                                      | Tresty   | 4 min | Rozhodčí: Blairová Čároví: Girardová Svobodová |
| 23                                                         | 23                                                         | Střely   | 19    | Rozhodčí: Blairová Čároví: Girardová Svobodová |

| 9. února 2014 17:00 | Rusko | 4:1 (0:0, 0:1, 4:0) | Německo | Šajba arena, Soči Návštěvnost: 5048 |  |

| Report | |                     |                                                     |                                               |
| | | Brankáři            |                                                     | Rozhodčí: Blairová Čároví: Johnsonová Novotná |
| I. Gavrilovová (A. Chomičová, J. Smolencevová) – 45:04 O. Sosinová (I. Ďubanoková, T. Burinová) (PP) – 48:49 J. Smolencevová (A. Šibanovová) – 49:27 O. Sosinová (I. Ďubanoková, J. Smolencevová) – 52:15 | I. Gavrilovová (A. Chomičová, J. Smolencevová) – 45:04 O. Sosinová (I. Ďubanoková, T. Burinová) (PP) – 48:49 J. Smolencevová (A. Šibanovová) – 49:27 O. Sosinová (I. Ďubanoková, J. Smolencevová) – 52:15 | 0:1 1:1 2:1 3:1 4:1 | F. Buschová (M. Anwanderová, A. Weisserová) – 26:48 | Rozhodčí: Blairová Čároví: Johnsonová Novotná |
| 4 min | 4 min | Tresty              | 8 min                                               | Rozhodčí: Blairová Čároví: Johnsonová Novotná |
| 37 | 37 | Střely              | 15                                                  | Rozhodčí: Blairová Čároví: Johnsonová Novotná |

| 11. února 2014 14:00 | Německo | 0:4 (0:1, 0:0, 0:3) | Švédsko | Šajba arena, Soči Návštěvnost: 4015 |  |

| Report |       |                 | |                                              |
|        |       | Brankáři        | | Rozhodčí: Hoveová Čároví: Gagnonová Kúdeľová |
|        |       | 0:1 0:2 0:3 0:4 | E. Nordinová (E. Eliassonová, E. Grahmová) – 01:00 C. Östbergová (A. Borgqvistová) – 47:42 J. Olofssonová (C. Östbergová, M. Löwenhielmová) – 50:31 P. Winbergová (A. Borgqvistová) – 51:35 | Rozhodčí: Hoveová Čároví: Gagnonová Kúdeľová |
| 4 min  | 4 min | Tresty          | 10 min | Rozhodčí: Hoveová Čároví: Gagnonová Kúdeľová |
| 21     | 21    | Střely          | 29 | Rozhodčí: Hoveová Čároví: Gagnonová Kúdeľová |

| 11. února 2014 19:00 | Rusko | 2:1 (1:0, 0:0, 1:1) | Japonsko | Šajba arena, Soči Návštěvnost: 4897 |  |

| Report                                  |                                         |             |                               |                                                      |
|                                         |                                         | Brankáři    |                               | Rozhodčí: Hertrichová Čároví: Caugheyová Hanrahanová |
| T. Burinová – 11:39 A. Vafinová – 51:36 | T. Burinová – 11:39 A. Vafinová – 51:36 | 1:0 1:1 2:1 | A. Toková (H. Kubová) – 40:38 | Rozhodčí: Hertrichová Čároví: Caugheyová Hanrahanová |
| 6 min                                   | 6 min                                   | Tresty      | 6 min                         | Rozhodčí: Hertrichová Čároví: Caugheyová Hanrahanová |
| 38                                      | 38                                      | Střely      | 22                            | Rozhodčí: Hertrichová Čároví: Caugheyová Hanrahanová |

| 13. února 2014 12:00 | Japonsko | 0:4 (0:1, 0:1, 0:2) | Německo | Šajba arena, Soči Návštěvnost: 2618 |  |

| Report |       |                 | |                                                      |
|        |       | Brankáři        | | Rozhodčí: Bordeleauová Čároví: Björkmanová Girardová |
|        |       | 0:1 0:2 0:3 0:4 | M. Anwanderová (S. Kratzerová, M. Beckerová) – 13:23 F. Buschová (A. Lanzlová) – 20:48 K. Spielbergerová (T. Eisenschmidová, N. Kameniková) – 58:31 F. Buschová (S. Götzová) – 59:28 | Rozhodčí: Bordeleauová Čároví: Björkmanová Girardová |
| 8 min  | 8 min | Tresty          | 10 min | Rozhodčí: Bordeleauová Čároví: Björkmanová Girardová |
| 30     | 30    | Střely          | 25 | Rozhodčí: Bordeleauová Čároví: Björkmanová Girardová |

| 13. února 2014 21:00 | Švédsko | 1:3 (0:1, 1:1, 0:1) | Rusko | Šajba arena, Soči Návštěvnost: 5092 |  |

| Report                |                       |                 | |                                                    |
|                       |                       | Brankáři        | | Rozhodčí: Tottmanová Čároví: Gagnonová Hanrahanová |
| P. Winbergová – 38:58 | P. Winbergová – 38:58 | 0:1 0:2 1:2 1:3 | A. Šukinová (J. Paškevičová, A. Šochinová) – 08:38 A. Chomičová (J. Smolinová) – 29:20 J. Smolencevová (O. Sosinová) – 58:23 | Rozhodčí: Tottmanová Čároví: Gagnonová Hanrahanová |
| 14 min                | 14 min                | Tresty          | 4 min | Rozhodčí: Tottmanová Čároví: Gagnonová Hanrahanová |
| 16                    | 16                    | Střely          | 31 | Rozhodčí: Tottmanová Čároví: Gagnonová Hanrahanová |

## Play off
Všechny časy zápasů jsou místní (UTC+4), tj. SEČ+3.

### Čtvrtfinále
| 15. února 2014 12:00 | Finsko | 2:4 (0:0, 1:0, 1:4) | Švédsko | Šajba arena, Soči Návštěvnost: 2917 |  |

| Report                                                                                        |                                                                                               |                         | |                                                                           |
| Noora Räty (00:00 - 58:44) bez brankárky (58:44 - 59:57) Noora Räty (59:57 - 60:00)           | Noora Räty (00:00 - 58:44) bez brankárky (58:44 - 59:57) Noora Räty (59:57 - 60:00)           | Brankáři                | (00:00 - 60:00) Valentina Wallner | Rozhodčí: Nicole Hertrichová Čároví: Stephanie Gagnonová Laura Johnsonová |
| V. Hoviová (L. Välimäkiová) – 33:16 E. Nuutinenová (K. Rantamäkiová, R. Lindstedtová) – 45:21 | V. Hoviová (L. Välimäkiová) – 33:16 E. Nuutinenová (K. Rantamäkiová, R. Lindstedtová) – 45:21 | 1:0 1:1 1:2 2:2 2:3 2:4 | A. Borqvistová (E. Eliassonová, P. Winbergová) – 40:48 L. Westerová (J. Asserholtová, P. Winbergová) – 45:09 E. Eliassonová (M. Löwenhielmová, E. Grahmová) – 55:45 E. Nordinová (P. Winbergová) – 59:20 | Rozhodčí: Nicole Hertrichová Čároví: Stephanie Gagnonová Laura Johnsonová |
| 12 min                                                                                        | 12 min                                                                                        | Tresty                  | 10 min | Rozhodčí: Nicole Hertrichová Čároví: Stephanie Gagnonová Laura Johnsonová |
| 31                                                                                            | 31                                                                                            | Střely                  | 32 | Rozhodčí: Nicole Hertrichová Čároví: Stephanie Gagnonová Laura Johnsonová |

| 15. února 2014 21:00 | Švýcarsko | 2:0 (1:0, 0:0, 1:0) | Rusko | Šajba arena, Soči Návštěvnost: 4962 |  |

| Report                                                                  |                                                                         |          |                                                                                   |                                                                        |
| Florence Schelling (00:00-60:00)                                        | Florence Schelling (00:00-60:00)                                        | Brankáři | (00:00-58:35) Anna Prugova (58:35-59:39) bez brankárky (59:39-60:00) Anna Prugova | Rozhodčí: Joy Tottmanová Čároví: Therese Bjorkmanová Denise Caugheyová |
| S. Marty (A. Müller, S. Thalmann) – 10:46 L. Stalder (N. Bullo) – 59:39 | S. Marty (A. Müller, S. Thalmann) – 10:46 L. Stalder (N. Bullo) – 59:39 | 1–0 2–0  |                                                                                   | Rozhodčí: Joy Tottmanová Čároví: Therese Bjorkmanová Denise Caugheyová |
| 8 min                                                                   | 8 min                                                                   | Tresty   | 2 min                                                                             | Rozhodčí: Joy Tottmanová Čároví: Therese Bjorkmanová Denise Caugheyová |
| 27                                                                      | 27                                                                      | Střely   | 41                                                                                | Rozhodčí: Joy Tottmanová Čároví: Therese Bjorkmanová Denise Caugheyová |

### Semifinále

#### O 5.–8. místo
| 16. února 2014 12:00 | Finsko | 2:1 (2:0, 0:1, 0:0) | Německo | Šajba arena, Soči Návštěvnost: 2009 |  |

| Report |       |             |       |                                                                   |
|        |       | Brankáři    |       | Rozhodčí: Aina Hoveová Čároví: Michaela Kúdeľová Zuzana Svobodová |
|        |       | 1–0 2–0 2–1 |       | Rozhodčí: Aina Hoveová Čároví: Michaela Kúdeľová Zuzana Svobodová |
| 8 min  | 8 min | Tresty      | 8 min | Rozhodčí: Aina Hoveová Čároví: Michaela Kúdeľová Zuzana Svobodová |
| 27     | 27    | Střely      | 21    | Rozhodčí: Aina Hoveová Čároví: Michaela Kúdeľová Zuzana Svobodová |

| 16. února 2014 21:00 | Rusko | 6:3 (1:0, 3:2, 2:1) | Japonsko | Šajba arena, Soči Návštěvnost: 4793 |  |

| Report |       |                                     |        |                                                                    |
|        |       | Brankáři                            |        | Rozhodčí: Anna Eskolaová Čároví: Charlotte Girardová Ilona Novotná |
|        |       | 1–0 1–1 2–1 2–2 3–2 4–2 4–3 5–3 6–3 |        | Rozhodčí: Anna Eskolaová Čároví: Charlotte Girardová Ilona Novotná |
| 6 min  | 6 min | Tresty                              | 10 min | Rozhodčí: Anna Eskolaová Čároví: Charlotte Girardová Ilona Novotná |
| 32     | 32    | Střely                              | 27     | Rozhodčí: Anna Eskolaová Čároví: Charlotte Girardová Ilona Novotná |

#### O 1.–4. místo
| 17. února 2014 16:30 | USA | 6:1 (3:0, 2:0, 1:1) | Švédsko | Šajba arena, Soči Návštěvnost: 3 378 |  |

| Report        |               |                             |                                     |                                                                           |
| Jessie Vetter | Jessie Vetter | Brankáři                    | Valentina Wallner Kim Martin Hasson | Rozhodčí: Melanie Bordeleauová Čároví: Denise Caugheyová Zuzana Svobodová |
|               |               | 1–0 2–0 3–0 4-0 5-0 5-1 6-1 |                                     | Rozhodčí: Melanie Bordeleauová Čároví: Denise Caugheyová Zuzana Svobodová |
| 6 min         | 6 min         | Tresty                      | 8 min                               | Rozhodčí: Melanie Bordeleauová Čároví: Denise Caugheyová Zuzana Svobodová |
| 70            | 70            | Střely                      | 9                                   | Rozhodčí: Melanie Bordeleauová Čároví: Denise Caugheyová Zuzana Svobodová |

| 17. února 2014 21:00 | Kanada | 3:1 (3:0, 0:1, 0:0) | Švýcarsko | Šajba arena, Soči Návštěvnost: 3 378 |  |

| Report |        |                 |        |
|        |        | 1–0 2–0 3–0 3-1 |        |
| 12 min | 12 min | Tresty          | 10 min |
| 48     | 48     | Střely          | 22     |

### Zápas o 7. místo
| 18. února 2014 12:00 | Německo | 3:2 (1:1, 2:0, 0:1) | Japonsko | Šajba arena, Soči |  |

| Report |

### Zápas o 5. místo
| 18. února 2014 16:30 | Finsko | 4:0 (2:0, 0:0, 2:0) | Rusko | Šajba arena, Soči |  |

| Report |

### Zápas o 3. místo
| 20. února 2014 16:00 | Švýcarsko | 4:3 (0:1, 0:1, 4:1) | Švédsko | Balšaja ledovaja arena, Soči |  |

| Report |

### Finále
| 20. února 2014 21:00 | Kanada | 3:2 PP (0:0, 0:1, 2:1 - 1:0) | USA | Balšaja ledovaja arena, Soči |  |

| Report |

### Konečné pořadí
| Pořadí           | Tým       |
| ---------------- | --------- |
| Zlatá medaile    | Kanada    |
| Stříbrná medaile | USA       |
| Bronzová medaile | Švýcarsko |
| 4                | Švédsko   |
| 5                | Finsko    |
| 6                | Německo   |
| 7                | Japonsko  |
| DSQ              | Rusko     |